# Gorda
Gorda est une localité américaine située dans le comté de Monterey, en Californie.